# 黒瀬ゆうこ
黒瀬 ゆうこ（くろせ ゆうこ、5月7日 - ）は、日本の女性声優。広島県出身。ヴィムス所属。

## 略歴
広島女学院中学校・高等学校、関西学院大学卒業。大学在学中に日本ナレーション演技研究所の大阪校に通い、大学卒業後に東京校に移籍した。また、声優をする傍らでおもちゃ会社で会社員として働いていたが、『Tokyo 7th シスターズ』のライブ出演を機に退職した。
『封神演義』のドラマCDを聞き、声優を目指した。中高生のときに広島であった野川さくらのCDリリースイベントに参加し、野川から声を褒められ、声優になる夢を強く意識するようになった。また、中高のOGに松来未祐がいたことが、声優を志す後押しになったという。
2022年10月29日、結婚と出産を報告した。

## 人物
方言は広島弁。
趣味は宝塚観劇、ボートレース。特技は金魚すくい。
宝塚歌劇団のファンで、兵庫県宝塚市に住んでいた学生時代には、宝塚大劇場の当日券を買い、頻繁に観覧していた。
資格は英検2級。

## 出演
太字はメインキャラクター。

### テレビアニメ
2013年
- 私がモテないのはどう考えてもお前らが悪い!（根元、キミョウ、女子生徒、小学生ギャル）

2014年
- selector infected WIXOSS（少女、女子生徒） - 2シリーズ
- ベイビーステップ（女の子）

2016年
- ハイスクール・フリート（納沙幸子）

2017年
- プリプリちぃちゃん!!（うっちゃん）

2019年
- ひとりぼっちの○○生活（ソトカ・ラキター）

2020年
- くまクマ熊ベアー（2020年 - 2023年、くまきゅう、ミレーヌ） - 2シリーズ

2024年
- BLEACH 千年血戦篇-相剋譚-（学生）

### 劇場アニメ
- 劇場版 ハイスクール・フリート（2020年、納沙幸子[12]）

### OVA
- ヘタリア The Beautiful World えくすとらでぃすく（2014年、イギリス娘）
- OVA ハイスクール・フリート（2017年、納沙幸子）

### ゲーム
2011年
- わグルま!（キョンシー）

2012年
- 恋愛番長2 MidnightLesson!!!

2014年
- Tokyo 7th シスターズ（2014年 - 2019年、寿クルト、鹿込オト）

2015年
- 初恋の歌

2016年
- パズルオブエンパイア（張飛、スレイマン）

2017年
- クイズRPG 魔法使いと黒猫のウィズ（ヤエ・クリガラ）

2018年
- LOST TRIGGER（タピ）

2019年
- ハイスクール・フリート 艦隊バトルでピンチ!（納沙幸子）

2020年
- アークナイツ（カシャ）

2022年
- ヘブンバーンズレッド（2022年 - 2024年、黒沢真希）

### ドラマCD
- お願い、そんなに噛まないで（2021年、ミカ[21]）
  - お願い、そんなに噛まないで 番外編（2024年、ミカ[22]）

### デジタルコミック
- 15歳、今日から同棲はじめます。（2017年、深川杏里[23]）

### その他コンテンツ
- パチンコ・スロット『ハイスクール・フリート』（2018年 - 2020年、納沙幸子） - 3作品

### ナレーション
- BOAT RACEプレミア〜ハートビートボート+〜（BSフジ・一部コーナーVTRナレーション）

## ディスコグラフィ

### キャラクターソング
| 発売日         | 商品名                                                                          | 歌                                                                                                 | 楽曲                                              | 備考                                                   |
| -------------- | ------------------------------------------------------------------------------- | -------------------------------------------------------------------------------------------------- | ------------------------------------------------- | ------------------------------------------------------ |
| 2014年12月28日 | t7s Re:Longing for summer                                                       | セブンスシスターズ                                                                                 | 「Star☆Glitter」                                  | ゲーム『Tokyo 7th シスターズ』関連曲                   |
| 2015年5月20日  | H-A-J-I-M-A-L-B-U-M-!!                                                          | セブンスシスターズ                                                                                 | 「Sparkle☆Time!!」                                | ゲーム『Tokyo 7th シスターズ』関連曲                   |
| 2016年2月24日  | SEVENTH HAVEN                                                                   | セブンスシスターズ                                                                                 | 「SEVENTH HAVEN」 「FALLING DOWN」                | ゲーム『Tokyo 7th シスターズ』関連曲                   |
| 2017年7月26日  | WORLD'S END                                                                     | セブンスシスターズ                                                                                 | 「WORLD'S END」 「PUNCH'D RANKER」                | ゲーム『Tokyo 7th シスターズ』関連曲                   |
| 2019年5月22日  | HEAVEN'S RAVE                                                                   | AXiS                                                                                               | 「HEAVEN'S RAVE」 「COCYTUS」                     | ゲーム『Tokyo 7th シスターズ』関連曲                   |
| 2019年5月29日  | ひとりぼっちのモノローグ                                                        | 一里ぼっち（森下千咲）、砂尾なこ（田中美海）、本庄アル（鬼頭明里）、ソトカ・ラキター（黒瀬ゆうこ） | 「ひとりぼっちのモノローグ」                      | テレビアニメ『ひとりぼっちの○○生活』オープニングテーマ |
| 2019年5月29日  | ね、いっしょにかえろ。                                                          | 一里ぼっち（森下千咲）、砂尾なこ（田中美海）、本庄アル（鬼頭明里）、ソトカ・ラキター（黒瀬ゆうこ） | 「爆笑ぼっち塾 校歌」                             | テレビアニメ『ひとりぼっちの○○生活』エンディングテーマ |
| 2019年8月23日  | ひとりぼっちの○○生活 BD・DVD第2巻特典CD                                         | ソトカ・ラキター（黒瀬ゆうこ）                                                                     | 「ひとりぼっちのモノローグ」                      | テレビアニメ『ひとりぼっちの○○生活』関連曲             |
| 2020年1月18日  | 劇場版 ハイスクール・フリート 一週目来場者特典 キャラクターソングシリアルコード | 納沙幸子（黒瀬ゆうこ）                                                                             | 「監督・脚本・製作・主演 納沙でお届けいたします」 | 劇場アニメ『劇場版 ハイスクール・フリート』関連曲      |
| 2021年3月17日  | IT'S A PERFECT BLUE                                                             | セブンスシスターズ                                                                                 | 「Shooting Sky」                                  | ゲーム『Tokyo 7th シスターズ』関連曲                   |